# Saint-Aubin-sur-Quillebeuf
Saint-Aubin-sur-Quillebeuf is een gemeente in het Franse departement Eure (regio Normandië) en telt 431 inwoners (1999). De plaats maakt deel uit van het arrondissement Bernay.

## Geografie
De oppervlakte van Saint-Aubin-sur-Quillebeuf bedraagt 12,5 km², de bevolkingsdichtheid is 34,5 inwoners per km².
De onderstaande kaart toont de ligging van Saint-Aubin-sur-Quillebeuf met de belangrijkste infrastructuur en aangrenzende gemeenten.

## Demografie
Onderstaande figuur toont het verloop van het inwonertal (bron: INSEE-tellingen).